# Abdulsalam Al Ghurbani
Abdulsalam Al Ghurbani uváděný i jako Abdul Salam Al-Ghurbani (arabsky عبدالسلام الغرباني‎; * 1. prosince 1976) je jemenský fotbalový záložník. Člen jemenské fotbalová reprezentace. Celou svou hráčskou kariéru působí v jemenském klubu Al-Sha'ab Ibb.